# NGC 5310
NGC 5310 في الفهرس العام الجديد، هي مجرة، تقع في كوكبة العذراء. اكتشفت في 30 أبريل 1859 .

## روابط خارجية
- NGC 5310 على موقع ويكي سكاي: DSS2, SDSS, GALEX, IRAS, Hydrogen α, X-Ray, Astrophoto, Sky Map, Articles and images